# Pikasilla
Pikasilla är en ort i Estland. Den ligger i Põdrala kommun och landskapet Valgamaa, i den södra delen av landet, 170 km söder om huvudstaden Tallinn. Pikasilla ligger 72 meter över havet och antalet invånare är 101.
Terrängen runt Pikasilla är platt. Runt Pikasilla är det glesbefolkat, med 8 invånare per kvadratkilometer. Närmaste större samhälle är Tõrva, 11,3 km sydväst om Pikasilla. I omgivningarna runt Pikasilla växer i huvudsak blandskog.